# Gemeinfeld
Gemeinfeld ist ein Gemeindeteil des Marktes Burgpreppach im unterfränkischen Landkreis Haßberge in Bayern.

## Geographische Lage
Das Kirchdorf Gemeinfeld liegt nordöstlich von Burgpreppach. Südöstlich von Gemeinfeld verläuft in Nordost-Südwest-Richtung die B 303. Südwärts und ostwärts ist der Ort mit Burgpreppach und der B 303 verbunden. Von Gemeinfeld aus führt die Kreisstraße HAS 40 westwärts nach Birkach.

## Geschichte
Die erste bekannte urkundliche Erwähnung des Ortes stammt vom 10. Juni 1231 als Lehen von Würzburg, doch gilt als gesichert, dass der Ort bereits um das Jahr 1000 existierte.
Im Jahr 1434 entstand die Pfarrei Gemeinfeld mit den Filialorten Fitzendorf, Birkach, Leuzendorf, Ueschersdorf, Erlsdorf, Sulzbach (heute Gemeindeteil von Hofheim in Unterfranken), Greßelgrund und Ditterswind (heute Gemeindeteile von Maroldsweisach)
Im 18. Jahrhundert wurde unter dem Baumeister Balthasar Neumann die Pfarrkirche Mariä Geburt errichtet. Am 28. Juli 1744 weihte der Würzburger Weihbischof Johann Bernhard Mayer das Gotteshaus.
Am 1. Juli 1972 wurde Gemeinfeld im Rahmen der Gebietsreform in Bayern ein Gemeindeteil von Burgpreppach.

## Persönlichkeiten
- Barbara Suckfüll  (* 1857), deutsche Bäuerin und Zeichnerin.